# Cottus duranii
Cottus duranii är en fiskart som ingår i familjen simpor. IUCN kategoriserar arten globalt som otillräckligt studerad.